# (7465) Munkanber
(7465) Munkanber est un astéroïde de la ceinture principale.

## Description
(7465) Munkanber est un astéroïde de la ceinture principale. Il fut découvert le 31 octobre 1989 à Stakenbridge par Brian G. W. Manning. Il présente une orbite caractérisée par un demi-grand axe de 2,25 UA, une excentricité de 0,17 et une inclinaison de 2,5° par rapport à l'écliptique.

## Compléments